# ميناء الملك عبد العزيز
ميناء الملك عبد العزيز في الدمام هو الميناء الرئيسي للمملكة على الخليج العربي. الميناء مكتفي ذاتياً بتوفر المكاتب الإدارية والورش البحرية والميكانيكية والكهرباء والهاتف وشبكة الاتصالات البحرية ومحطة تكرير المياه، ويحتوي أيضا على عيادة وقسم إطفائية، ويرتبط الميناء بعدة طرق سريعة وسكة حديد مع الميناء الجاف في الرياض، ويغطي الميناء ككل مساحة 193 ألف متر مربع، ويبلغ عدد أرصفته حاليًا 43 رصيفًا مُكتمل التجهيزات، وللميناء أسطوله الخاص من قوارب الإطفاء وقوارب نقل النفايات وقوارب المسح وغيرها. وقد كان للميناء دوراً مهما في فترة تحرير الكويت في حرب الخليج الثانية، تشرف عليه الهيئة العامة للموانئ.

## الموقع الجغرافي
يقع ميناء الملك عبد العزيز بالدمام على الخليج العربي، وتقريباً في منتصف الساحل الشرقي على خط العرض 26-30 درجة شمالاً وخط الطول 50-12 درجة شرقاً. ويعتبر ميناء الملك عبد العزيز البوابة الرئيسية لدخول البضائع من كافة أنحاء العالم إلى المنطقتين الشرقية والوسطى من المملكة، حيث بني لخدمة صناعة النفط وخدمة كافة المدن الرئيسية في كل المناطق شرق ووسط المملكة.

## خدمات ميناء الدمام

### الخدمات
يعتبر الميناء مكتفياً ذاتياً بتوفر المكاتب الإدارية والورش البحرية والميكانيكية والكهرباء والهاتف وشبكة الاتصالات البحرية ومحطة تكرير المياه.
كما يتوفر في الميناء عيادة وقسم إطفائية ومجمع سكني ضخم خاص بموظفي الميناء يحتوي على مسجد وسوق.
يرتبط ميناء الدمام بشبكة طرق سريعة مع بقية مناطق المملكة ودول الخليج المجاورة وكذلك خط سكة حديد مع الميناء الجاف بالرياض.

#### تشمل خدمات الميناء
- محطة الحاويات.
- محطة البضائع المبردة.
- محطة البضائع العامة.
- محطة الحاويات المشتركة.
- خدمة سكة الحديد للرياض.
- محطة الحبوب السائبة.
- مرافق مسافنة للحاويات ولجميع أنواع البضائع بما فيها السيارات.
- مركز تدريب.
- برج مراقبة بحرية مجهزة بأحدث معدات الاتصال.
- عمال شحن ومشغلي حاويات ذوي خبرة.
- خدمة 24 ساعة في اليوم، 7 أيام في الأسبوع لجميع مرافق تشغيل الميناء.
- حوض إصلاح سفن حديث.
- منطقة إعادة تصدير.

## أنواع البضائع المناولة
- البضائع العامة.
- الحاويات.
- المواد الخام.
- الذرة والحبوب.
- زيوت الطعام.
- الأسمنت والكلنكر.
- المبردات.
- بضائع الدحرجة.
- أكبر سفينة تم تفريغها في ميناء الدمام هي (ليون) حيث بلغت حمولتها 145000 طن وزني.

## أرقام قياسية
- خلال شهر يونيو من عام 2022م، حقق الميناء رقماً قياسياً بمناولة 188,578حاوية ممثلاً الشركة السعودية العالمية للموانئ "SGP".[4]
- خلال شهر أغسطس من عام 2022م، حقق الميناء رقمًا قياسيًا جديدًا بمناولة 199,609حاوية.[5]

## توسعة الميناء[6]
في أكتوبر 2023 وقعت الشركة السعودية العالمية للموانئ في ميناء الملك عبدالعزيز بالدمام مع الهيئة العامة السعودية للموانئ "موانئ" اتفاقية استثمارية قيمتها مليار ريال (نحو 266.6 مليون دولار).وصرحت الهيئة  أن المنطقة المزمع إنشاؤها سترفع إجمالي عدد المناطق اللوجستية في الموانئ التابعة للهيئة إلى 12 منطقة " وأن المساحة الإجمالية للمنطقة ستصل إلى مليون متر مربع، مشيرة إلى أنها ستوفر 15 ألف فرصة عمل مباشرة وغير مباشرة.